# David August

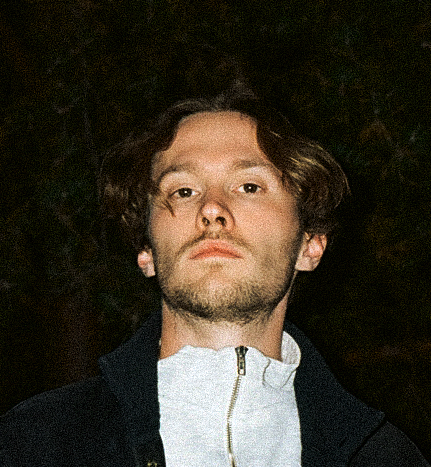
David August, 2023

David Nattkemper (* 7. Juli 1990, Hamburg, Deutschland), bekannt als David August, ist ein italienisch-deutscher Komponist, Produzent, Tonmeister, DJ und klassisch ausgebildeter Pianist und Absolvent der Universität der Künste.
August hat seit 2010 drei Studioalben und mehrere EPs veröffentlicht.
2018 erschien die Veröffentlichung des Albums DCXXXIX A.C. und markierte das Debüt auf seinem neu gegründeten Plattenlabel 99CHANTS, gefolgt von D'ANGELO im selben Jahr, das auf PIAS veröffentlicht wurde.
August hat mit dem Deutschen Symphonie Orchester Berlin, mit dem Coro Polifonico Cittá Del Palestrina sowie mit anderen Musikern zusammengearbeitet, darunter Cansu Tanrikulu, Sushma Soma und Anastasia Markopoulou. Er ist der Sohn des deutschen Pianisten Ralf Nattkemper.

## Frühe Lebensjahre
August wurde in Hamburg, Deutschland, geboren. Seine erste Annäherung an Musik geschah im Alter von 5 Jahren durch das Klavier, wobei er sich auf klassisches Repertoire konzentrierte. Seine erste Lehrerin war Gisela Stumme, unterrichtet von Conrad Hansen. Nachfolgende Lehrer waren Marian Migdal von 2009 bis 2011 und Rolf Koenen von 2013 bis 2017. Im Alter von 10 Jahren begann August seine ersten Kompositionen in Notationssoftwares zu programmieren und Stücke auf der Gitarre zu komponieren.

## Karriere

### Jahre 2006–2014
2006 kam August durch einen Schulfreund zur Tanzmusik, mit dem er erste DJ-Erfahrungen teilte und schließlich auch seine ersten Musikproduktionen machte. Von 2008 bis 2014 waren seine musikalischen Ansätze überwiegend club orientiert, inspiriert von der lokalen Hamburger Szene.
2009 wurde August Resident im Hamburger Club EGO. Die Residenz in dem Raum mit 300 Plätzen, der einer breiten Palette von monatlichen DJs gewidmet war, markierte eine wichtige Zeit für Augusts frühe Karriere. Kurz darauf, im Jahr 2010, veröffentlicht August seine Instant Harmony EP, die aus einer theatralischen und melodischen Herangehensweise an die Clubszene besteht. Es folgten mehrere EPs sowie Remixe, offizielle und inoffizielle Werke.
2013 veröffentlichte David August sein erstes Album Times, eine erste Erkundung des elektronischen Songwritings mit akustischer und elektronischer Instrumentierung und einer Abkehr von traditionellen DJ-Gigs. Mit Times verfolgte David eine andere Herangehensweise an Shows und präsentierte zum ersten Mal seine eigene Musik in der Club Umgebung mit einem Live-Set. In diesen eher explorativen Jahren landete er zahlreiche offizielle Remixe für Künstler wie Max Cooper (2014), Stimming (2014), Kollektiv Turmstrasse (2014) und The Acid (2015). 2014 veröffentlichte er Epikur, seine Debüt-EP, auf dem Berliner Label Innervisions.
Ein bedeutender Wendepunkt in August’s Karriere war sein Debüt im Boiler Room in 2014, bei dem er ausschließlich inoffizielle Werke aufgeführt hat – eine Signatur von David’s Live-Auftritten bis heute. Es folgten mehrere Erscheinungen in Jahrespolls, darunter der „viertbeste Live-Act des Jahres in der jährlichen Umfrage von Resident Advisor“.

### Jahre 2015–2017
Im Jahr 2015 setzte August seine Erkundungen mit dem Live-Set der Resident Advisor-Session fort, wo er ein improvisiertes Stück vorgestellt hat, basierend auf einem Interview von Alfred Hitchcock und seiner „Definition Of Happiness“. Im selben Jahr kam es zu einer Begegnung mit der in Berlin lebenden griechischen Sängerin und Harfenistin Sissi Rada und die Zusammenarbeit am Song Patria wurde veröffentlicht. 2015 wurde Sissi Rada zusammen mit Max Trieder an der Gitarre und Marcel Braun am Schlagzeug Teil eines neuen Live-Projekts „David August & Ensemble“. Es folgte eine Europatournee mit Auftritten an der Volksbühne, Melkweg, Le Divan du Monde und anderen.
2016 debütiert August mit dem Deutschen Symphonie Orchester Berlin, einem 50-köpfigen klassischen Sinfonieorchester, als Kooperationsprojekt und live übertragener Performance X-Poème Symphonique. Es war einer der ersten Schritte von August in Richtung eines Dialogs zwischen klassischer und elektronischer Musik. David traf Mark Wyand, der im Orchester Saxophon spielte, der schließlich Mitarbeiter für andere Live-Auftritte in der Elbphilharmonie und Studioaufnahmen von The Life of Merisi und Dorian Space wird.
Im selben Jahr (2016) veröffentlicht August zwei EPs: J.B.Y./Ouvert und The Spell auf dem Sublabel Counter Records von Ninja Tunes, die eine neue Hingabe an Sounddesign und unterschiedliche rhythmische Strukturen markieren. Es folgte eine Live-Sommertour durch den europäischen Kontinent, um diese beiden EPs zu promoten, einschließlich einer Live-Session für die Showcase-Serie See.Hear.Now der Red Bull Music Academy, wo er Live-Versionen seines Counter-Katalogs aufführte.
Nach dieser Tournee machte August eine Pause, um sich auf den Universitätsabschluss zu konzentrieren.

### Jahre 2018–2020
Im März 2018 veröffentlichte August sein zweites Album DCXXXIX A.C., begleitet von einem einstündigen Video, das von August in Palestrina, dem Geburtsort seiner Mutter, gedreht wurde.
Mit der Gründung seines eigenen Plattenlabels 99CHANTS markiert DCXXXIX A.C. einen Wendepunkt in Ästhetik und Konzept. Im Kern Ambient und Drone, erkundet August die visuelle und klangliche Arbeit und strebt dabei nach einer dreidimensionalen Ausdrucksform. In einem Interview mit XLR8R sagt er: „Das Stück ist 60 Minuten lang und enthält 24 Tracks, die ich alle miteinander verbunden sehe und einen langen Atemzug bilden. So wie meine letzten Arbeiten von meiner italienischen Herkunft inspiriert sind, ist es auch dieses Album. Ich reise in der Zeit zurück und finde mich umgeben von der Natur und dem alten Geist einer kleinen Stadt mitten in Italien – Bild und Klang zu einer Zeit und einem Ort, die unbekannt sind.“
Im September 2018 spielte August eine ausverkaufte Show in der Elbphilharmonie in seiner Geburtsstadt Hamburg.[33] Im Oktober desselben Jahres veröffentlichte August sein drittes Album D’Angelo auf PIAS. Die writing sessions begannen 2016 in Florenz und wurden zwei Jahre später in Berlin abgeschlossen. August kooperiert mit dem Coro Polifonico Città del Palestrina (der Chor seiner zweiten Heimat), der auf jedem Track des Albums zu hören ist. Wie bei seinem Vorgänger DCXXXIX A.C. widmet sich D’Angelo der Herkunft von August, inspiriert von italienischen Künstlern im Laufe der Jahrhunderte. Der Barockmaler Caravaggio und der Renaissance-Komponist Giovanni Pierluigi da Palestrina sind die bedeutendsten Inspirationen. August erwähnt auch Fellini, Dante, Battisti und De André als Inspirationen.
Das Album zeigt eine Vielzahl musikalischer Richtungen, von Post-Rock-, Ambient- und Club-Einflüssen, und verbindet durchgängig eine filmische Ästhetik und experimentelles Songwriting. JS Aurelius, Mitglied von Ascetic House, steuert das Design der Platte bei, wie zuvor bei DCXXXIX A.C. Um für das Album zu promoten, begab sich August auf eine 85-tägige Welttournee. Gigi Masin, Paquita Gordon, Louis Sterling und Neonlichter unterstützten die Tournee in Europa und den Vereinigten Staaten.
Im Sommer 2019 strahlte August beim Melt! Festival über Arte Concerts The Life of Merisi aus, eine Kooperation mit dem argentinischen Künstler und Maler Francisco Bosoletti. August dekonstruierte das Material von D'Angelo und präsentierte unveröffentlichte Werke.
Anfang 2020 veröffentlicht August Reminiscence Of A Jewel, den sechsten „chant“ auf seinem Imprint 99CHANTS.
Im September 2020 veröffentlichte 99CHANTS Bunita Marcus’ 1985er Komposition Lecture for Jo Kondo. Die Originalkomposition wird von einer 20-minütigen Neukomposition von August begleitet, die durch einen Prozess der „Dekonstruktion“ gekennzeichnet ist, der auf experimentellem Sounddesign und modernem Kontrapunkt basiert und in 5 Kapitel unterteilt ist. Es ist auch August’s erster Versuch, seine Musik mit einer visuellen Partitur zu untermalen.

### Jahre 2021–heute
Im Jahr 2021 kuratierte August eine 12-monatige Residenz bei Radio Alhara mit Sitz in den palästinensischen Autonomiegebieten und lud Gäste wie Suzanne Ciani, Donato Dozzy, KMRU, SSIEGE, Marta de Pascalis und mehr ein.
Im Jahr 2022 war August über sein Label an der Veröffentlichung von Aurōra beteiligt, einem Solarpanel-Instrument und Designobjekt für modulare Synthesizer. Ende des Jahres veröffentlichte er die gemeinnützige compilation Imaginary Landscapes mit Musik von KMRU, Yu Su, Kareem Lotfy und anderen und spendete den gesamten Erlös, um die Wiederherstellung von Mangroven in Indien zu unterstützen. August trug mit zwei kollaborativen Nebenprojekten bei, Aşa (mit der Jazz-Noise-Sängerin Cansu Tanrikulu) und Madrā (mit der karnatischen Sängerin Sushma Soma). Er ist interessiert an notwendigen Utopien und der gesellschaftlichen Wirkung von Klang.

## Diskographie

### LPs
- 2013: Times

- 2018: DCXXXIX A.C.

- 2018: D'Angelo

### Sendungen
- 2014: Boiler Room DJ Set

- 2015: RA Session

- 2016: X - Poème Symphonique mit der Deutsches Symphonie Orchester Berlin

- 2019: The Life of Merisi at Melt! Festival

### Ausgewählte EPs
- 2010: Instant Harmony EP

- 2014: Epikur EP

- 2014: Diynamic Revisited

- 2015: Patria feat. Sissi Rada

- 2016: J.B.Y./Ouvert

- 2016: The Spell/A Golden Rush

- 2020: Reminiscence of a Jewel

### Mixes
- 2014: Innervisions #50

- 2017: NTS Radio

- 2019: No Fun Radio w/Neonlichter

- 2019: The Lot Radio

- 2019: Worldwide FM

- 2020: Tomorrow Is Forever I

- 2020: Tomorrow Is Forever II

- 2020: Tomorrow Is Forever III

- 2021: Tomorrow Is Forever x Radio Alhara

- 2022: Refuge Worldwide

### Ausgewählte Remixe & Edits
- 2013: Rebekah Del Rio – Llorando (David August Remix) – Unofficial

- 2013: Grizzly Bear – Yet Again (David August Reconstruction) – Unofficial

- 2013: Syl Johnson – Is It Because I am Black (David August Edit) – Unofficial

- 2014: Kollektiv Turmstrasse – Last Day (David August Revision)

- 2014: Stimming – Der Schmelz (David August Revision)

- 2014: Max Cooper – Origins (David August Remix)

- 2015: The Acid – RA (David August Remix)

- 2016: Hamlet Gonashvili – Orovela (David August Edit) – Unofficial

- 2016: Nina Simone – Black Is The Color Of My True Love's Hair (David August Edit) – Unofficial

- 2016: Ashford & Simpson – Don't Cost You Nothing (David August Edit) – Unofficial

- 2017: Leonard Cohen – You Want It Darker (David August Remix)

- 2018: Pino Daniele – My Way (David August Remix) – Unofficial

- 2018: Giovanni Pierluigi da Palestrina - Missa Papae Marcelli (David August Reconstruction) – Unofficial

- 2018: Frescobaldi – Toccata Seconda (David August Deconstruction) – Unofficial

- 2019: Pino Daniele – I know My Way (David August Edit) — Unofficial

- 2020: Bunita Marcus – Lecture for Jo Kondo (David August Deconstruction)